# سفانة دحلان
سفانة دحلان هي محامية سعودية وباحثة قانونية وناشطة في عدة مجالات حقوقية، حاصلة على بكالوريوس حقوق من جامعة القاهرة  وحصلت على درجة الماجستير في الشريعة الإسلامية، ولها نشاط حقوقي في عد دول عربية مثل مصر والأردن، والكويت، ولبنان، وهي مؤسسة كل من شركة تشكيل العالمية، والمبادرة الوطنية السعودية للإبداع.
دحلان عضو مجلس إدارة مؤسسة السيدة خديجة بنت خويلد، وعضو لجنة في شبكة سرب للاستثمار، وشريك إقليمي في شركة يونيتاس كوميونيكاشنز منذ 2011 وسفيرة يوم ريادة الأعمال النسائية في المملكة العربية السعودية منذ 2014 إلى الآن، كما أنها شغلت قبل ذلك منصب «مدير» لفرع جدة في شركة طموح لأقل من عام بين 2014 ويناير 2015.
دحلان هي أول سعودية شاركت في زمالة الأمم المتحدة لتحالف الحضارات. كما انها حازت على جائزة المرأة العربية لعام 2015، التي تحتفي بصاحبات الإنجاز والإلهام من سيدات المملكة، في حفل أقيم برعاية صاحبة سمو الأميرة ريما بنت بندر آل سعود.
حصلت على ماجستير إدارة أعمال من الجامعة الأميركية للتكنولوجيا في لبنان عام 2004، بالإضافة إلى عدة دبلومات تطبيقية من جامعة هارفارد كما أنها تعمل محاضرة.